# Napili-Honokowai
Napili-Honokowai est une census-designated place de l'État d'Hawaï dans le comté de Maui, aux États-Unis. En 2010, la population était de 7 261 habitants.

## Démographie
| 2000  | 2010  | - | - | - | - |
| ----- | ----- | - | - | - | - |
| 6 788 | 7 261 | - | - | - | - |